# Джи Ханнеліус
Женев'єв Найт «Джи» Ханнеліус (англ. Genevieve «G.» Hannelius; нар.. 22 грудня 1998, Бостон, Массачусетс, США) — американська акторка, комедіантка та співачка, відома за ролями в серіалах каналу Дісней (« Ханна Монтана», «У Сонні є шанс», «Щасти, Чарлі!» та «Собака крапка ком»). Випускниця студії молодого актора.

## Життєпис
Джи народилася 1998 року в Бостоні, штат Массачусетс (США). У 3-річному віці разом з батьками вона переїхала до штату Мен. У юному віці почала грати у місцевих театральних виставах. Влітку 2005 року Джи зіграла роль Мадлен у постановці Madeline's Rescue у Дитячому театрі Мена. Після успіху постановки Джи стала однією з провідних акторок у своєму театрі, де грала в різних постановках кілька років . У 2007 році Джи на три місяці поїхала до Лос-Анджелеса в штаті Каліфорнія, щоб спробувати себе на прослуховуваннях у кіно та телебачення. Прослуховування пройшли успішно, і в 2008 році, коли Женев'єві запропонували роль у телесеріалі «У Сонні є шанс», вона разом із сім'єю переїхала до Лос-Анджелесу.

### Кар'єра
Першою роллю для Ханнеліус стала Кортні Паттерсон із серіалу « Surviving Suburbia». Пізніше вона зіграла другорядну роль Дакоти Кондор у серіалі каналу Дісней «У Сонні є шанс» і кілька камео в серіалі «Ханна Монтана», де вона втілила образ шанувальниці на ім'я Тіффані. У 2010 році Джі зіграла роль Джо Кінер у серіалі « Щасти, Чарлі!». Паралельно акторка знімалася в оригінальному кіно каналу Дісней «Братик Ден», де вона зіграла роль Емілі Пірсон.
На даний момент актриса продовжує зніматися у різних проєктах Disney Channel. Найбільшу популярність їй принесла роль Евері Дженнінгс у комедійному серіалі « Собака крапка ком», прем'єра якого відбулася 12 жовтня 2012 року. Також актриса займається озвучуванням таких мультсеріалів, як «Софія Прекрасна» та «Вондер Тут і Там».
Також акторка знялася у міні-серіалі «Корні», прем'єра якого відбулася навесні 2016 року.
У проєкті « Матриця часу» Джи не зніматиметься. Це підтвердив офіційний обліковий запис фільму.

## Особисте життя
У травні 2017 року Джи закінчила середню школу Сьєрра-Каньона .
З листопада 2016 року зустрічається з Джеком Чіате.

## Вибрана фільмографія
| Рік       |   | Українська назва     | Оригінальна назва         | Роль                        |
| --------- | - | -------------------- | ------------------------- | --------------------------- |
| 2009      | с | Ханна Монтана        | Hannah Montana            | Тіффани                     |
| 2009—2010 | с | У Сонні є шанс       | Sunny with a Chance       | Дакота Кондор               |
| 2010      | ф | Пошук Лап Санти      | The Search for Santa Paws | Джені                       |
| 2010—2011 | с | Щасти, Чарлі!        | Good Luck Charlie         | Джо Кінер                   |
| 2010      | ф | Братик Ден           | Den Brother               | Емілі Пірсон                |
| 2012—2014 | с | Собака крапка ком    | Dog With a Blog           | Ейвері Дженнінгс            |
| 2014      | ф | Джессі               | Jessie                    | Макензі (Мак) / Безумна Мак |
| 2014      | с | Софія Прекрасна      | Sofia the First           | Леді Джой (голос)           |
| 2014—2015 | с | Вондер Тут і Там     | Wander Over Yonder        | (голоси)                    |
| 2017      | с | Американський вандал | American Vandal           | Криста Карлайл (6 епізодів) |
| 2022      | ф | Безсоння для двох    | Along for the Ride        | Лія                         |

## Нагороди та номінації
| Рік  | Нагорода               | Категорія                                               | Фільм             | Результат | Прим  |
| ---- | ---------------------- | ------------------------------------------------------- | ----------------- | --------- | ----- |
| 2012 | Молодий актор (премія) | Найкраща гра у фільмі на DVD — молодий акторський склад | Містична п'ятірка | Перемога  | [ 6 ] |